# 명도 (북송)
명도(明道, 1032년 11월 ~ 1033년)는 북송 인종(仁宗) 조정(趙禎)의 두번째 연호이다. 1년 2개월 가량 사용하였다.

## 개원
- 천성(天聖) 10년 11월 6일[1](1032년 12월 11일)에 연호를 명도(明道)로 개원함.[2][3][4][5]

- 명도(明道) 2년 12월 25일[6](1034년 1월 18일)에 연호를 경우(景祐)로 정하고, 다음 해 1월 1일[7](1034년 1월 23일)에 개원함.[2][8][4][5]

## 연대 대조표
| 명도       | 원년                           | 2년        |
| 서기(西紀) | 1032년                         | 1033년     |
| 간지(干支) | 임신(壬申)                     | 계유(癸酉) |
| 요(遼)     | 경복(景福) 2년 중희(重熙) 원년 | 2년        |

## 동시대 연호

### 중국
요(遼)
- 경복(景福) (1031년 ~ 1032년)
- 중희(重熙) (1032년 ~ 1055년)

대리국(大理國)
- 정치(正治) (1027년 ~ 1041년)

서하(西夏)
- 현도(顯道) (1032년 ~ 1034년)

### 베트남
- 티엔타인(天成) (1028년 ~ 1034년)

### 일본
- 조겐(長元) (1028년 ~ 1037년)

## 같이 보기
- 다른 왕조의 같은 연호
  - 리 왕조(李朝) 민다오(明道, 1042년 ~ 1044년)

- 중국의 연호 목록